# Atsjarkoet
Atsjarkoet of Acharkut (Armeens: Աճարկուտ) is een dorp in de marzer (provincie) Tavoesj, in het noordoosten van Armenië. Atsjarkoet ligt hemelsbreed 106 kilometer van de Armeense hoofdstad Jerevan. Het dorp telde in 2011 200 inwoners.
Atsjarkoet heeft een verzameling van kloosterruïnes en andere monumenten. Er waren in 2002 89 monumenten (16 eenheden) opgenomen op de lijst met historische en culturele monumenten van het dorp.

## Monumenten

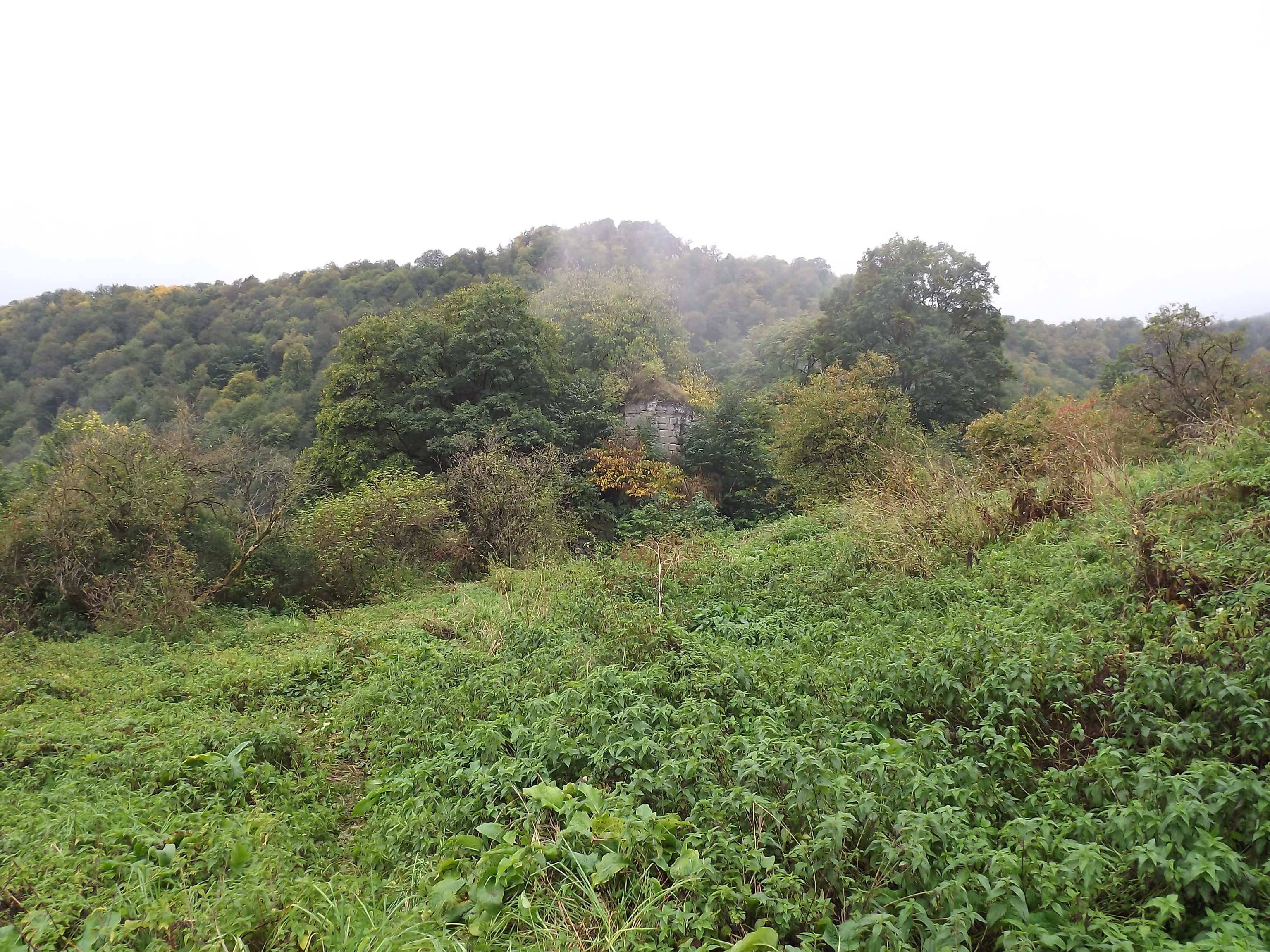
Landschap rond het Samson-klooster
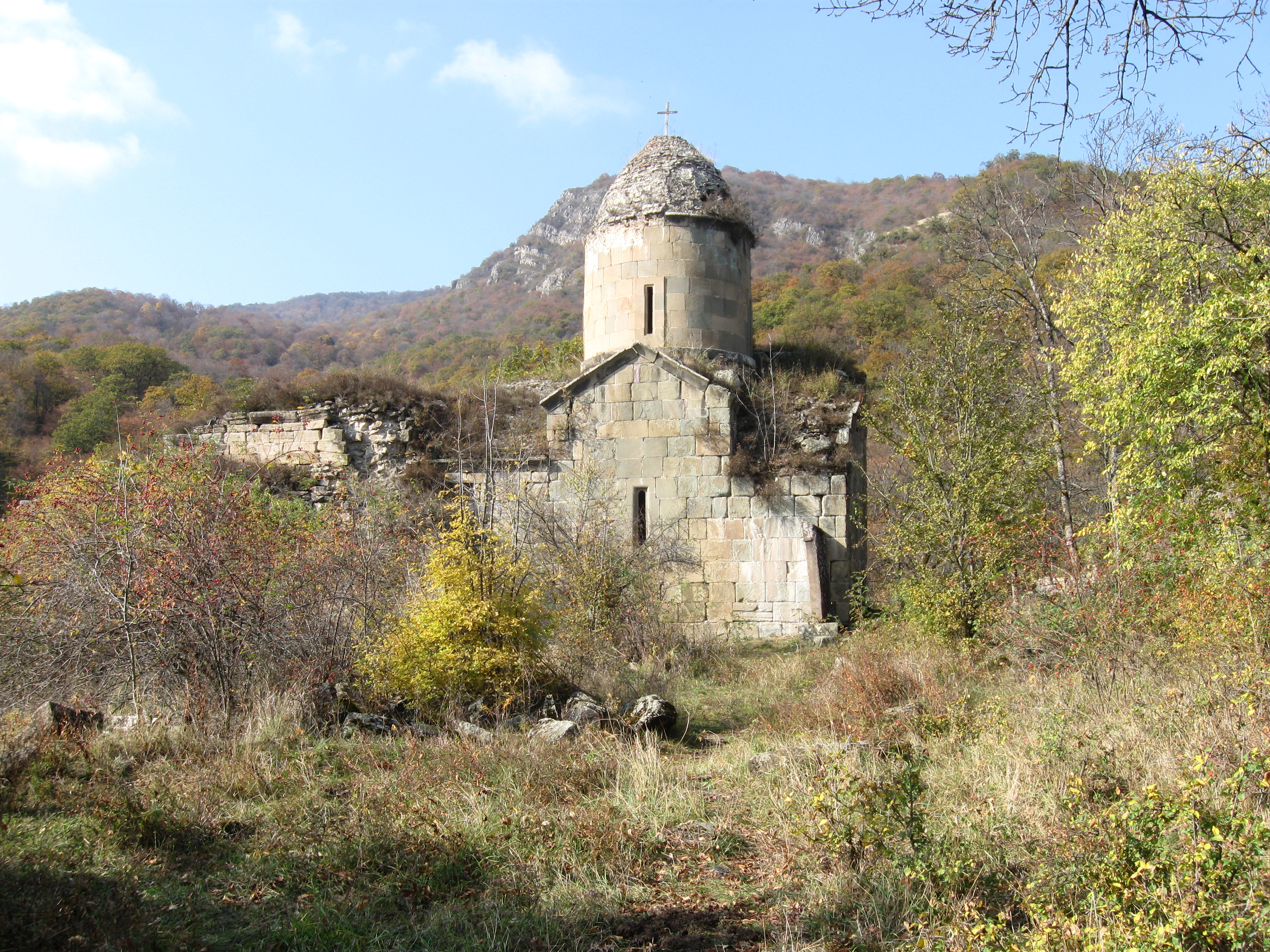
Arakelots-klooster
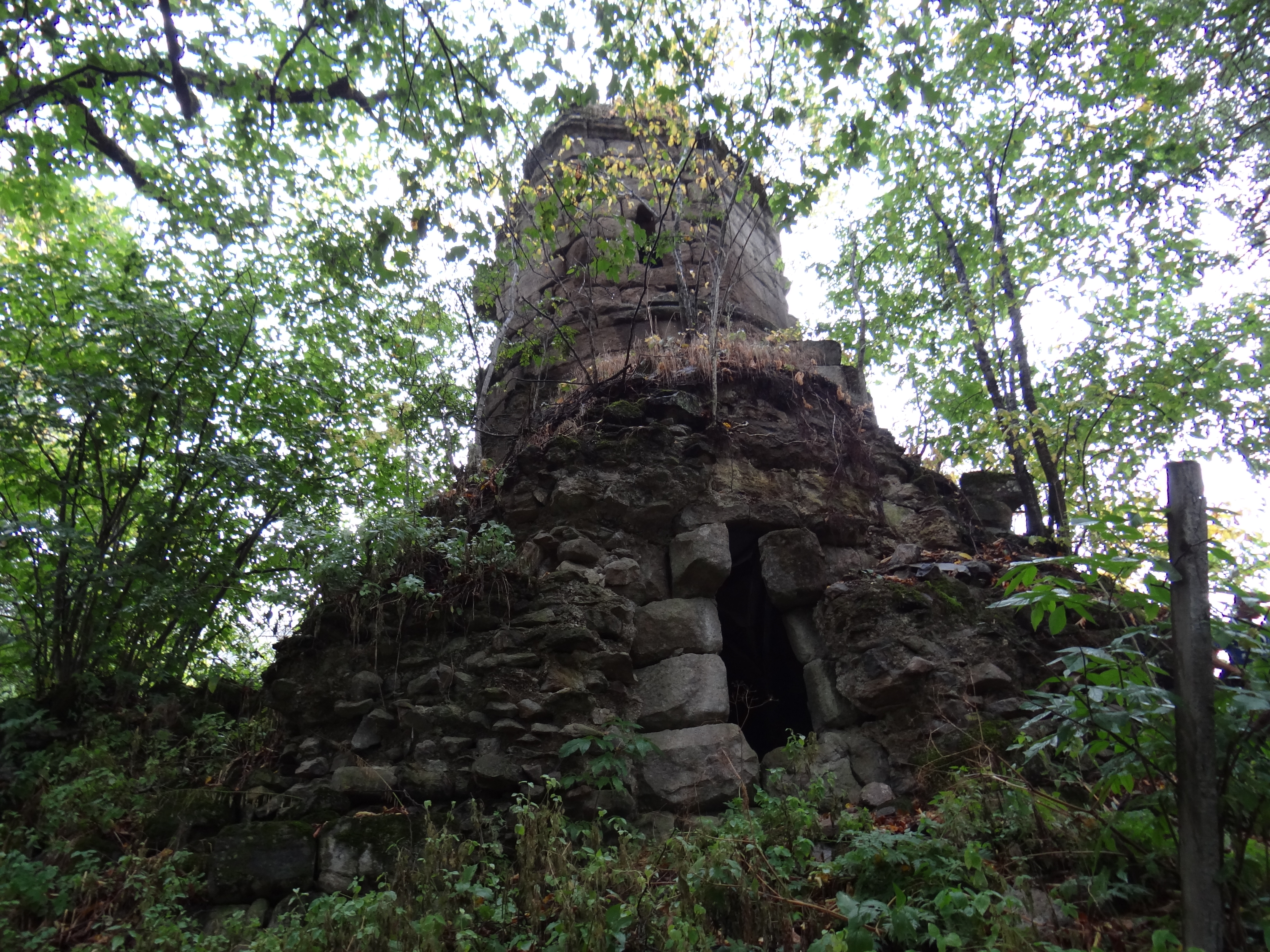
Samson klooster
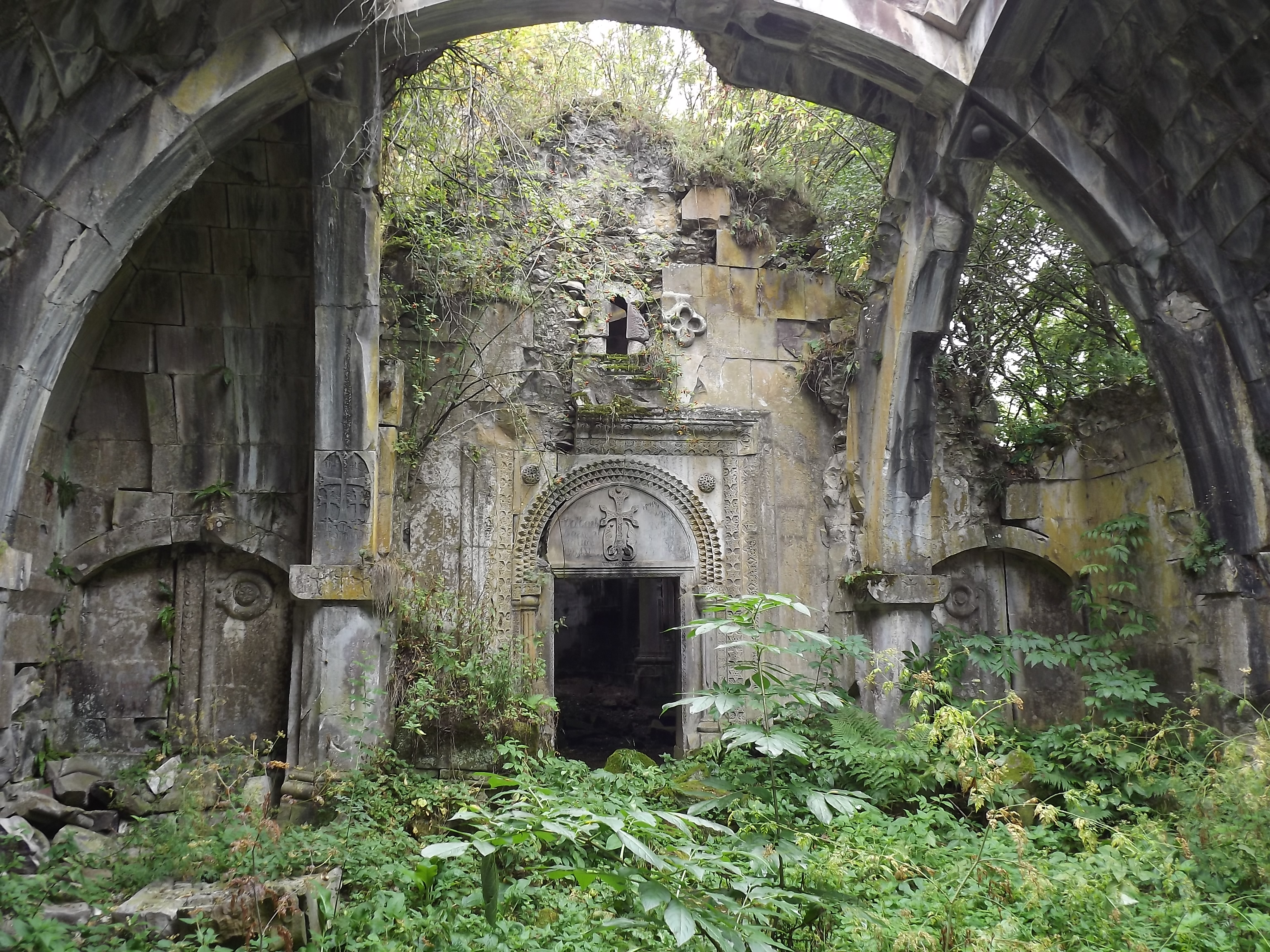
Deghdznut-klooster